# Гіллікдаг
Гіллікдаг (азерб. Gillikdağ) — стоянка первісних людей епохи неоліту, розташована на півдні Гейгельського району в Азербайджані.

## Історія
1930 року археолог німецького походження Якоб Гуммель почав археологічні розкопки в басейні ріки Гянджачай. Тут він виявив цікаві пам'ятки, що належать до епох неоліту і бронзи. Ці матеріали було розміщено в краєзнавчому музеї в Ханларі. 1955 року, під час створення своєї наукової експозиції, Музей історії Азербайджану для зберігання і показу прийняв матеріали епох неоліту, пізньої бронзи-раннього заліза, а також матеріал, що належить до раннього середньовіччя. Цей археологічний матеріал включав і 18 кам'яних знарядь праці, 45 кам'яних фрагментів і 9 кам'яних плиток з Гіллікдагу.